# Port lotniczy Sikasso
Port lotniczy Sikasso (IATA: KSS, ICAO: GASK) – port lotniczy, położony w Sikasso, w Mali.